# Американский огурчик
«Американский огурчик» (англ. An American Pickle) — американская кинокомедия, снятая режиссёром Брэндоном Тростом; сценарий написан Саймоном Ричем на основе рассказа Sell Out. Главные роли исполнили Сет Роген и Сара Снук.
Изначально дистрибьютором выступила компания Sony Pictures Entertainment, однако в апреле 2020 года Warner Bros. выкупила права на фильм. Премьера состоялась 6 августа 2020-го; в Соединённых Штатах фильм был доступен по подписке на цифровой платформе HBO Max, а в Великобритании — в кинотеатрах — на следующий день. Лента получила в основном положительные отзывы критиков; особенно была оценена игра Сета Рогена.

## Сюжет
Гершель Гринбаум и его супруга Сара, эмигрировавшие в США из штетла в 1919 году после захвата их местечка казаками, являются еврейскими рабочими, борющимися за своё существование. Гершель устраивается на фабрику по производству солений и пытается накопить деньги на два места на еврейском кладбище. Однако, работая, он случайно падает в чан с солёными огурцами, где консервируется на 100 лет из-за закрытия предприятия.
В 2019 году Гершель просыпается в Бруклине, обнаруживая, что у него остался лишь один живой родственник — правнук Бен, работающий внештатным мобильным разработчиком и занимающийся собственным сервисом (под названием англ. «Boop Bop»); это приложение показывает пользователям, как хорошо компания-производитель покупаемой продукции соблюдает этические нормы. После разговора о случившемся, Гершель и Бен решают посетить кладбище, где захоронена Сара Гринбаум и их сын, а также родители Бена. Когда они пришли, неожиданно увидели, что кладбище разрушено, а билборд с рекламой русской водки обезобразил вид. Гершель, не справившись с эмоциями, нападает на рабочих, которые устанавливают билборд. После случившегося полиция арестовывает Бена и Гринбаума.
Благодаря своим связям Бену удаётся выйти из изолятора вместе с прадедом, однако он не может привлечь инвестиции для приложения из-за дурных слухов о произошедшем — ему приходится перестать контактировать с Гершелем. Последний начинает заниматься производством маринадов, чтобы накопить деньги и выкупить рекламный щит; его бизнес становится успешным в социальных сетях. Бен доносит властям о том, что Гершель для своей продукции использует компоненты, найденные в мусорных баках, в результате чего на Гринбаума подают иск на 12 тыс. долларов. Тем не менее, он максимально оптимизирует производство с помощью неоплачиваемых практикантов. «Маринадный бизнес» становится популярнее, а финансовое положение Гершеля позволяет сделать задуманное: выкупить рекламный щит и отремонтировать кладбище. Весь этот успех вызывает зависть Бена.
Правнук советует Гершелю завести аккаунт в Twitter, и тот, в свою очередь, делает там противоречивые заявления, что вызывает протесты и бойкоты; вскоре всё меняется: Гринбаум становится символом свободы слова и борцом за социальную справедливость. После очередного неудачного плана Бен уведомляет иммиграционную службу о том, что Гершель незаконно находится в стране. Правительству не получается найти соответствующие записи в журналах, поэтому начинают готовить документы к депортации.
Гринбаум просит правнука о помощи, и Бен соглашается довезти его до канадской границы. Во время поездки они неожиданно понимают, что очень привязаны друг к другу; их отношения налаживаются. В одном из разговоров Бен признаётся, что пытался саботировать бизнес прадеда из-за зависти; а Гринбаум говорит, что разочарован и не понимает, почему Бен предал свою семью во имя какого-то приложения. После этого между мужчинами происходит драка. Гершель крадёт рюкзак Бена, сбривает бороду и усы и уведомляет полицию, что он — настоящий Бен. Всё это вызывает арест и последующую депортацию истинного Бена.
Когда Гершель приехал в квартиру Бена, он обнаружил записки, в которых раскрывался смысл названия «Boop Bop»: такое прозвище он дал своим покойным родителям. Главный герой проникается к Бену и понимает, что семья всегда занимала особое место в его сердце. Вернувшись домой, Гершель находит правнука в местной синагоге. Откидывая свои разногласия, родственники возвращаются в Бруклин и решают создать веб-сайт по продаже маринованных огурцов.

## В ролях
- Сет Роген — Гершель Гринбаум/Бен Гринбаум
- Сара Снук — Сара Гринбаум
- Элиот Глейзер — Кристиан
- Йорма Такконе[англ.] — Лайам
- Кален Аллен — Кевин
- Молли Эвенсен — Клара
- Кевин О’Рурк[англ.] — Брант (датчанин)
- Кэрол Лейфер[англ.] — Сьюзен Гринбаум
- Джоанна Адлер — Ким Эклунд, профессор
- Уэйлен Шон — исследователь
- Марша Стефани Блейк — Сандерс, инспектор
- Тим Робинсон — прокурор
- Бетси Содаро — адвокат

## Производство
Концепция фильма была разработана ещё в 2007 году Сетом Рогеном и Саймоном Ричем. 29 мая 2013-го было объявлено о приобретении прав на экранизацию рассказа Sell Out Sony Pictures Entertainment. Продюсерами стали Эван Голдберг, Джеймс Уивер и Сет Роген. Предполагалось, что в роли исполнительного продюсера выступит сам Саймон Рич. Производственной компанией должна была стать Point Grey Pictures.
27 сентября 2018 года Брэндон Трост был назначен на должность режиссёра, а Рич был объявлен сценаристом. К продюсерам присоединилась Алекс МакЭти.
Вскоре режиссёр подтвердил участие в съёмках Рогена. 26 ноября 2018-го к актёрскому составу присоединились Майя Эрскин (в конечном итоге в фильме не появилась), Сара Снук, Элиот Глейзер, Кален Аллен и Кевин О’Рурк. Основной съёмочный период проходил с 29 октября по 22 декабря 2018 года в Питтсбург (штат Пенсильвания). Такой город для съёмок был выбран из-за расположения в этой местности компании Heinz, которая производит в том числе и игрушки в форме солёного огурца.

### Саундтрек
Нами Мелумад и Майкл Джаккино стали композиторами фильма. Джаккино также написал сюиту Pickles, Suite or Sour, которая стала главной темой ленты.

## Премьера
27 апреля 2020 года Warner Bros. приобрела права на показ фильма в мире. В США картина была показана на цифровом сервисе HBO Max 6 августа 2020 года, а в Канаде — на партнёрском проекте Crave в тот же день. В ноябре американский вестник Variety сообщил, что фильм стал одним из самых популярных лент, доступных на стриминговых сервисах в 2020 году: он занял 20-е место в рейтинге.
7 августа 2020 года фильм стал доступен в кинотеатрах Великобритании, где суммарно собрал 36 тыс. долларов и занял 4-е место по кассовым сборам. Позже картина была также показана на Иерусалимском международном кинофестивале в Израиле.

## Критика
На агрегаторе Rotten Tomatoes фильм получил рейтинг одобрения, основанный на 152 рецензиях, в 73 % — притом средний балл равен 6,13 из 10. Консенсус кинокритиков звучит так: «Американскому огурчику не хватает едкости, которую так ожидали зрители; но двойная игра Сета Рогена не может не радовать, потому что делает эту комедию более сдержанной». На Metacritic картина получила «смешанные отзывы»: средневзвешенная оценка, основанная на 39 рецензиях, — 58 из 100.
Критик Дэвид Руни писал в статье The Hollywood Reporter: «„Американский огурчик“ не является ни самой значимой, ни самой серьёзной комедией, но его теплота перевешивает недостатки». Барри Герц из The Globe and Mail оценил фильм в 3 звезды из 4, отметив игру Рогена: «…двухролевое тщеславие фильма выходит за рамки простой актёрской игры…».
Оуэн Глейберман из Variety раскритиковал фильм, назвав его глупым и несмешным: «…он острый, безвкусный…».